# Billie Lourd
Billie Lourd, née le 17 juillet 1992 à Los Angeles, en Californie, est une actrice américaine.
Elle est notamment connue pour avoir interprété le rôle de Chanel #3 dans la série télévisée Scream Queens entre 2015 et 2016, et pour ses rôles dans la série télévisée d'anthologie American Horror Story qu'elle a rejoint en 2017.
Entre 2015 et 2019, elle a également tenu un rôle secondaire dans la troisième trilogie de la saga Star Wars, où s'est illustrée sa mère, l'actrice Carrie Fisher.

## Biographie

### Enfance et formation
Billie Catherine Lourd naît à Los Angeles, en Californie, le 17 juillet 1992. Elle est la fille de l'actrice Carrie Fisher, rendue mondialement célèbre pour son interprétation de la Princesse Leia dans la saga Star Wars, et de l'agent artistique Bryan Lourd. Elle est aussi la petite fille de l'actrice Debbie Reynolds et du chanteur Eddie Fisher, ainsi que la nièce des acteurs Todd Fisher, Joely Fisher et Tricia Leigh Fisher. Du côté de sa mère, Lourd est d'origine russe et d'ascendance italienne, allemande, écossaise, irlandaise et anglaise. Elle est également la filleule de Bruce Wagner.
Elle étudie la religion et la psychologie à l'université de New York dont elle est diplômée en 2014.

### Carrière

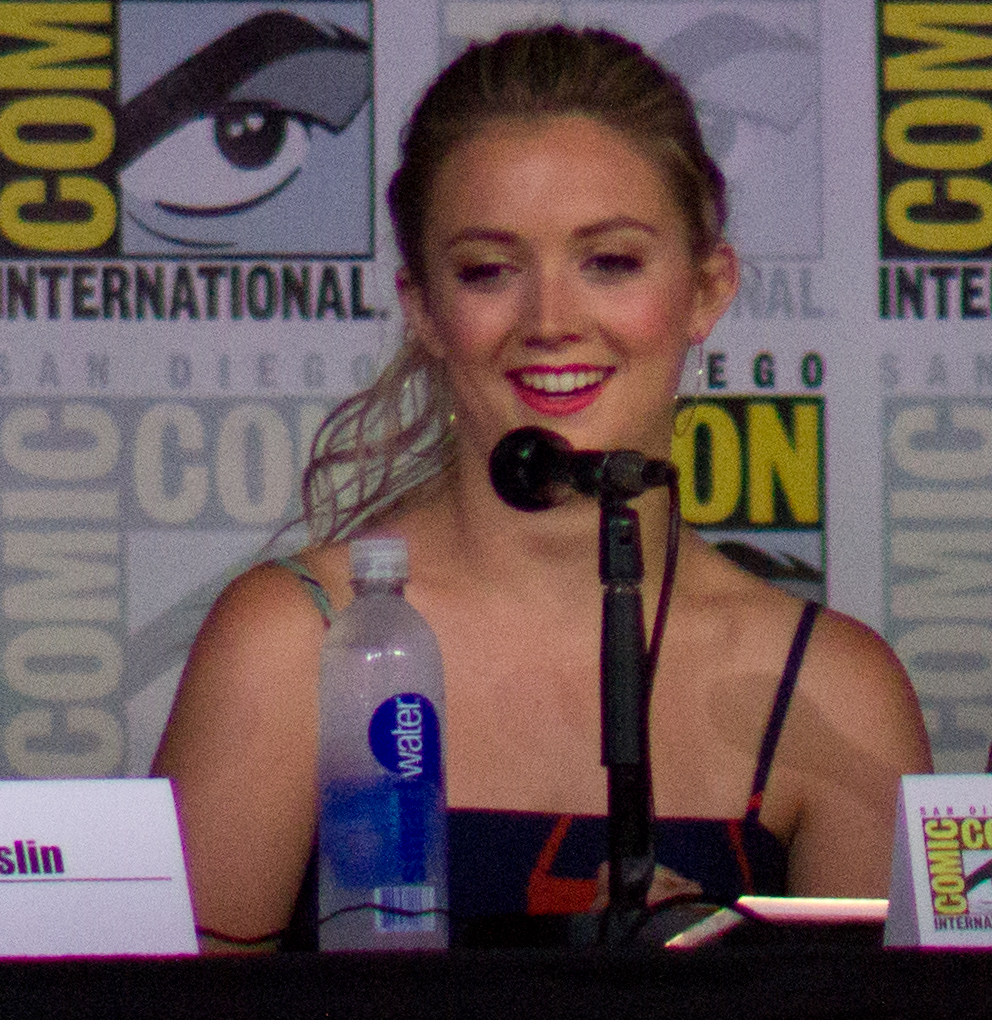
Billie Lourd lors du Comic-Con de 2016.

En juin 2014, The Sun annonce que Lourd sera dans la distribution du septième volet de la saga Star Wars, intitulé Le Réveil de la Force. Plusieurs rumeurs annoncent alors qu'elle interprétera le personnage de sa mère, la Princesse Leia, enfant, mais elle révélera plus tard qu'elle jouera un personnage complètement différent et qu'elle n'aura qu'un rôle mineur dans le film.
En décembre 2015, son rôle dans Star Wars VII : Le Réveil de la Force est dévoilé lors de la sortie du film : elle interprète le Lieutenant Connix, l'un des membres de la Résistance. Le même mois, elle rejoint la distribution du film dramatique Billionaire Boys Club. Dans le film, elle interprétera Rosanna Ricci, l’intérêt amoureux de Kyle Biltmore, le personnage de Jeremy Irvine. Après avoir été repoussé plusieurs fois, le film sort discrètement en 2018.
Cette même année, elle rejoint la distribution principale de la série télévisée Scream Queens qui lui permet de combiner comédie et horreur. Elle démarre donc sa carrière d'actrice au petit écran avec le rôle de Sadie Swenson, surnommée Chanel #3, l'une des sbires de la présidente de la sororité frappée par une série de meurtres. Durant les deux saisons, son personnage porte des caches-oreilles, rappelant la coiffure emblématique du personnage de sa mère dans la saga Star Wars, un clin d’œil assumé par les créateurs de la série. La série est plutôt bien reçue par la critique et remporte le prix de la nouvelle série de comédie préférée du public aux People's Choice Awards. Néanmoins, en mai 2017, elle est annulée à la suite d'une baisse des audiences et de la difficulté de trouver un scénario plausible pour une potentielle troisième saison.
En mars 2016, Lourd annonce son retour dans le huitième volet de Star Wars, intitulé Les Derniers Jedi, et que son personnage aura une place plus importante cette fois-ci.
En avril 2017, Ryan Murphy annonce que l'actrice jouera un des rôles principaux de la septième saison de la série d'anthologie American Horror Story, intitulée Cult. Elle interprète Winter Anderson, la morbide sœur de Kai, le personnage d'Evan Peters. Elle y incarne également Linda Kasabian, ancienne membre de la secte de Charles Manson, le temps d'un épisode. C'est l'occasion pour l'actrice de travailler à nouveau avec Murphy mais également avec certains de ses anciens partenaires dans Scream Queens. Après avoir été débutante au Bal des Débutantes en novembre 2017, elle rempile l'année suivante avec la saison Apocalypse où elle incarne Mallory, une puissante sorcière.
En 2019, elle interprète Gigi dans le premier film d'Olivia Wilde, la comédie Booksmart. Elle revient également dans la neuvième saison d'American Horror Story, intitulée 1984, dans laquelle elle incarne Montana Duke. Elle termine l'année en retrouvant une dernière fois le rôle de Kaydel Ko Connix dans L'Ascension de Skywalker qui clôt la troisième trilogie de la saga. Dans ce dernier film, elle sert également de doublure pour le personnage de Leia Organa durant un flashback de sa jeunesse. Son visage est remplacé à l'écran par celui de sa mère Carrie Fisher quand elle était plus jeune via des images d'archives. Elle participe également à la campagne publicitaire de Noël de la marque Old Navy.
En 2020, Lourd fait une apparition dans un épisode de la dernière saison de Will et Grace dans lequel elle incarne Fiona, la petite fille de Bobbi Adler, le personnage que sa véritable grand-mère, Debbie Reynolds, incarnait dans la série.
Par la suite, elle fait son retour dans la dixième saison d'American Horror Story intitulée Double Feature, où elle incarne le rôle de Leslie Feldman, une tatoueuse qui se fait appeler Lark.

### Vie privée
Sa marraine est l'actrice américaine Meryl Streep.
De décembre 2016 à juillet 2017, elle a été en couple avec l'acteur Taylor Lautner, son partenaire dans la deuxième saison de Scream Queens,. Depuis décembre 2017, elle fréquente l'acteur Austen Rydell avec qui elle se fiance en 2020. Le couple se marie en mars 2022.
Le 27 décembre 2016, Billie Lourd perd sa mère, Carrie Fisher, d'une crise cardiaque. Le lendemain, c'est sa grand-mère, Debbie Reynolds, qui succombe à la suite d'un AVC.
Le 24 septembre 2020, elle fait part de la naissance de son premier enfant, un garçon prénommé Kingston Fisher Lourd Rydell.
En septembre 2022, elle annonce publiquement qu'elle attend un deuxième enfant. Le 12 décembre 2022, elle accouche d'une fille prénommée Jackson Joanne Lourd Rydell.

## Filmographie

### Cinéma
- 2015 : Star Wars, épisode VII : Le Réveil de la Force (Star Wars: Episode VII – The Force Awakens) de J. J. Abrams : Lieutenant Kaydel Ko Connix
- 2017 : Star Wars, épisode VIII : Les Derniers Jedi (Star Wars: Episode VIII – The Last Jedi) de Rian Johnson : Lieutenant Kaydel Ko Connix
- 2018 : Billionaire Boys Club de James Cox : Rosanna Ricci
- 2019 : Booksmart d'Olivia Wilde : Gigi
- 2019 : Girls with Balls d'Olivier Afonso : Morgane (voix - doublage anglophone)
- 2019 : Star Wars, épisode IX : L'Ascension de Skywalker (Star Wars: Episode IX – The Rise of Skywalker) de J. J. Abrams : Lieutenant Kaydel Ko Connix / Leia Organa jeune (doublure) [note 1]
- 2022 : Ticket to Paradise d'Ol Parker : Wren Butler
- 2024 : The Last Showgirl de Gia Coppola : Hannah
- 2025 : Les Schtroumpfs, le film (Smurfs) de Chris Miller
- 2026 : Artificial de Luca Guadagnino

### Télévision
- 2015-2016 : Scream Queens : Sadie « Chanel #3 » Swenson (principale)
- 2017 : American Horror Story: Cult : Winter Anderson (principale) / Linda Kasabian (épisode 10)
- 2018 : American Horror Story: Apocalypse : Mallory (principale)
- 2019 : American Horror Story: 1984 : Montana Duke (principale)
- 2020 : Will et Grace (Will & Grace) : Fiona Adler (saison 11, épisode 9)
- 2021 : American Horror Stories : Liv Whitley (saison 1, épisode 5)
- 2021 : American Horror Story: Double Feature : Leslie "Lark" Feldman (principale, première partie)
- 2022 : American Horror Story: NYC : Dr. Hannah Wells (principale)
- 2023 : American Horror Story: Delicate : Ashley (récurrente)
- 2025: Mid-Century Modern : Becca Frank (invitée)

## Distinctions

### Récompenses
- 2019 : Hollywood Critics Association Midseason Awards de la meilleure actrice dans un second rôle dans une comédie pour Booksmart (2019).

### Nominations
- 2019 : International Online Cinema Awards de la meilleure actrice dans un second rôle dans une comédie pour Booksmart (2019).